# Cnemodus mavortius
Cnemodus mavortius är en insektsart som först beskrevs av Thomas Say 1832.  Cnemodus mavortius ingår i släktet Cnemodus och familjen Rhyparochromidae. Inga underarter finns listade i Catalogue of Life.